# أحمد جشك
أحمد عبد الله جشك (مواليد 26 أبريل 1994) لاعب كرة قدم إماراتي من مواليد الإمارات يجيد اللعب كلاعب وسط مع نادي النصر في دوري الإماراتي للمحترفين.

## مسيرة الاعب والاحصائيات

### المسيرة
بدأ جشك مسيرته الكروية في نادي شباب الأهلي حيث شارك مع فرق الفئات العمرية، ثم انضم إلى الفريق الأول في موسم 2018–2019.وفي موسم 2020–2021، أُعير إلى نادي اتحاد كلباء، حيث خاض 11 مباراة في دوري أدنوك للمحترفين، سجل خلالها هدفين، بالإضافة إلى مشاركته في مباراتين ضمن كأس مصرف أبوظبي الإسلامي، أحرز فيهما هدفًا واحدًا.وفي يوليو 2023، انضم إلى نادي النصر، وشارك في عدة بطولات محلية وإقليمية، منها دوري أدنوك للمحترفين، كأس مصرف أبوظبي الإسلامي، وكأس السوبر الإماراتي-القطري.

### الأحصائيات
حتى مايو 2025، خاض جشك 146 مباراة رسمية في مختلف البطولات، سجل خلالها 17 هدفًا، وقدم 10 تمريرات حاسمة، وتلقى 6 بطاقات صفراء دون أي بطاقة حمراء.

## تصريحات وأبرز اللحظات

### تصريحات
أعرب جشك عن سعادته بالانضمام إلى النصر، مؤكداً أنه توقع تحقيق البطولات مع الفريق، مشيداً بجهود الإدارة في دعم اللاعبين وتوفير البيئة المناسبة للنجاح.

### أبرز اللحظات
- في يناير 2025، ساهم في فوز النصر بكأس السوبر الإماراتي-القطري، حيث سجل هدفًا من ركلة جزاء في الدقيقة 88، ليكمل فوز الفريق بنتيجة 5-1 على نادي قطر. [5]
- عبّر عن سعادته بالعودة للمشاركة مع "العميد" بعد غيابه عن بعض المباريات، مشيرًا إلى أن الفوز على كلباء بنتيجة 3-2 كان دافعًا قويًا للفريق قبل مواجهة قطر في السوبر.[6]

## روابط خارجية
- أحمد جشك على موقع قاعدة بيانات كرة القدم.إي يو (الإنجليزية)
- أحمد جشك على موقع Soccerway.com (الإنجليزية)